# U.2

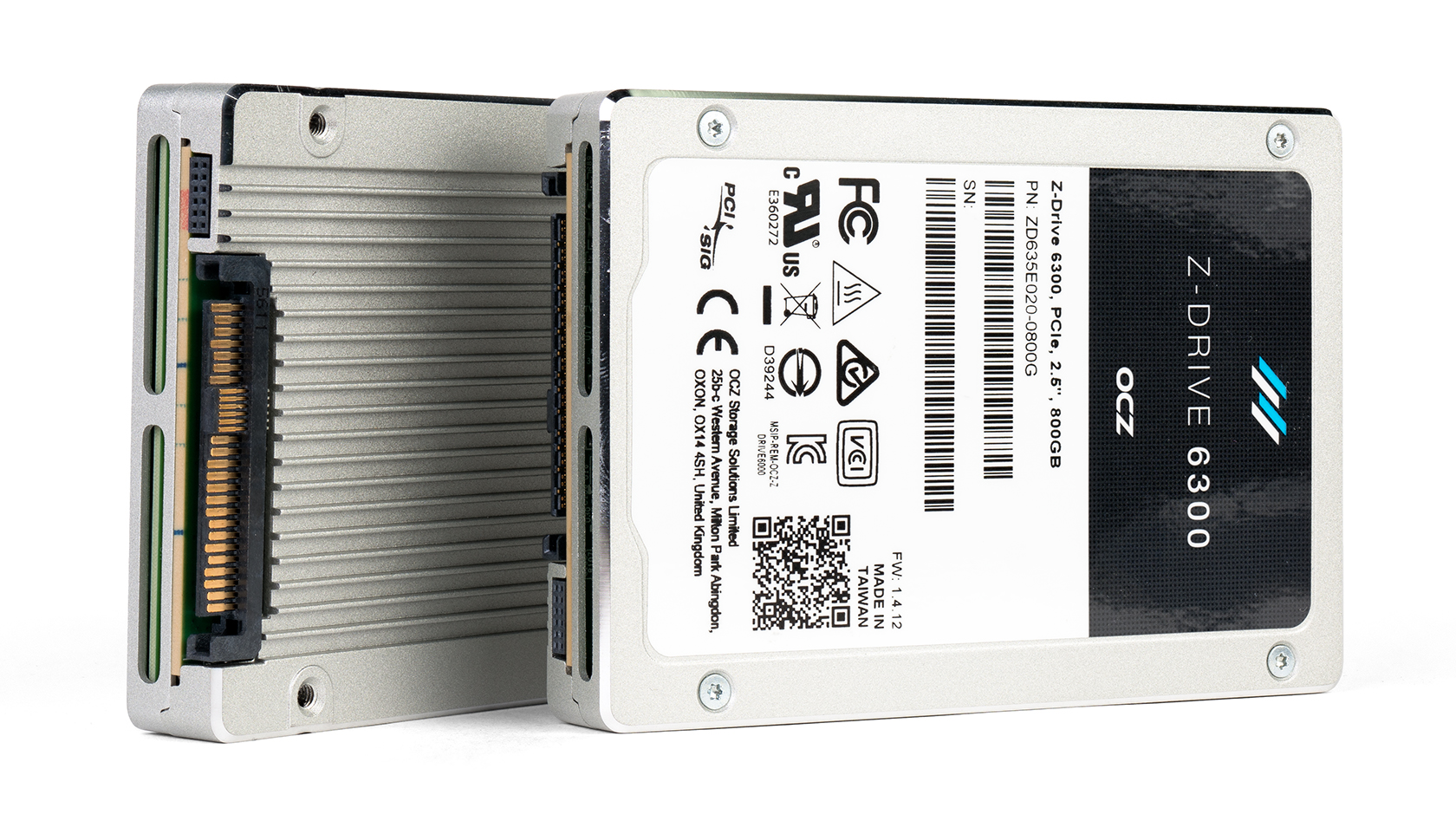
SSD disk s rozhraním U.2

U.2 (vyslovováno u-dot-2), dříve označováno SFF-8639, je standard počítačového rozhraní pro připojení SSD disků k počítači. Zahrnuje fyzický konektor, elektrické vlastnosti a komunikační protokoly. Standard U.2 nedefinuje tvar zařízení, které jej používá, ale v praxi se U.2 používá pouze pro 2,5" SSD, které jsou větší než M.2 disky, a proto mají obvykle větší kapacitu. Byl vyvinut pro podnikový trh a navržen pro použití s novými PCI Express disky společně s disky SAS a SATA. Využívá až čtyři PCI Express linky a dvě linky SATA. V listopadu 2015 představila firma Intel disky SSD řady 750, které jsou k dispozici ve variantách PCI Express a také U.2.

## Konektor
Konektor U.2 je mechanicky identický s konektorem pro SATA Express, ale poskytuje čtyři PCI Express linky odlišným využitím dostupných kontaktů.
U.2 zařízení lze připojit k portu M.2 pomocí adaptéru.

## U.2 versus M.2
- U.2 umožňuje hot-swap,[3] zatímco M.2 nikoli.[6]
- U.2 může použít pro napájení 3,3 V nebo 12 V,[3] zatímco M.2 podporuje pouze 3.3 V.